# Спиндоли (Мачерата)
Спиндоли је насеље у Италији у округу Мачерата, региону Марке.
Према процени из 2011. у насељу је живело 130 становника. Насеље се налази на надморској висини од 470 м.